# 小鳩町から散弾銃
『小鳩町から散弾銃』（こばとちょうからさんだんじゅう）は、Rioから発売されたドラマCDである。

## 概要
とある街に住む須々木健太と勇次郎の兄弟はある日スーパーに向かう途中にある公園で変わった格好をした男と黒猫が池で魚釣りをしている姿を目撃してしまう、男は異世界からきた王子で黒猫はその従者と名乗る、その日から須々木兄弟の平和な日常は終わりを告げた。しかも男達に家の庭先を乗っ取られ、そのあげく男の仲間までやってきた、幼馴染みの雅俊まで巻き込み、波乱に満ちた日常が始まろうとしていた。
ドラマCDが2巻まで発売されている、第3巻が2007年12月に発売予定だったが、中止になっている。

## 登場人物
※声の記述はドラマCDからのもの
エイジェリアス・ファースト・ユラドルシル声 - 宮田幸季
通称エイジ。異世界ユラドルシル王国の第一王子で、父親から王位継承者に任ぜられる。王国の中では魔力が一番強く、魔法使いとしての才能はある。壊滅的に頭が悪く、呪文もまともに覚えられない。かなりの俺様で自分が一番な性格である。異世界に来て最初に出会った須々木兄弟を気に入り、強引に須々木家と一緒に暮らす。
須々木健太（すずき けんた）声 - 宮野真守
エイジが異世界に来て初めて出会った少年（その1）。お気楽な両親と兄に手を焼き、気苦労が絶えない。須々木家の家事一切を仕切っている。エイジに全く媚びない所が逆に気にいられ、強引にエイジの従者にされる。頑固で頭が固く、非現実的な事が嫌い。従者になった事を一切認めていない。
須々木勇次郎（すずき ゆうじろう）声 - 柿原徹也
健太の弟。エイジが異世界に来て初めて出会った少年（その2）。空手部所属。度量と懐と許容範囲が広い。兄より少し前にエイジ達と出会っており、従者にされてからはエイジ達に弁当の残りやパンを分けていた。温和で優しいが、怒らせると一番恐い。兄に対するツッコミがかなり容赦ない。
エスター・フォン・クレイアド声 - 平川大輔
通称エスター。エイジの従者で、いつもわがままな彼に手を焼いており、かつ殴られたり蹴られたり虐げられている。極度の人見知りで、人間界では黒猫に姿を変えている。
リチャード・セカンド・ユラドルシル声 - 檜山修之
通称リチャード。異世界ユラドルシル王国の第二王子で、エイジの異母弟。エイジを一方的にライバル視しており、将来王になるのは自分だと思っている。ウザくて暑苦しい、美男子。成績優秀だが、魔力はなく剣技が強い。異母兄とは犬猿の仲で、諍いが絶えない。
アリス・フォン・シェナイダー声 - 大須賀純
通称アリス。リチャードの従者で、エイジとは幼馴染み。性格が軽くかなりの大雑把で、エイジとリチャードのケンカを外で見て楽しんでいるが、最後は上手く対応してケンカを止めたりもしている。
井上雅俊（いのうえ まさとし）声 - 高城元気
須々木兄弟とは家が隣同士の幼馴染み。健太より年下で、勇次郎より年上。純粋で温和な性格だが、要領が悪く、良い様に使われたりしている。かなりの天然。後にリチャードとアリスを自分の家に住まわすことに一切抵抗無く受け入れた。
ミシェル声 - 鈴木達央
何者かに頼まれてエイジとリチャードを抹殺しに来た呪術使い。標的を100％射止める、呪術マスター。性格は基本的に優しい。一度我慢の限度を超えると、殺人予告をするほどかなり容赦ない。
ジェイク声 - 川原慶久
ミシェルの相棒で、暗殺者。異名は「死神の子」。ミシェルと共にエイジとリチャードを抹殺しに来た。クールかつ冷静沈着なふりをしている、乙男。地が出ると女言葉が出る。

## スタッフ
- 原作・脚本：鷹村コージ
- キャラクターデザイン：琴稀りん